# Rodrigo Vázquez de Arce

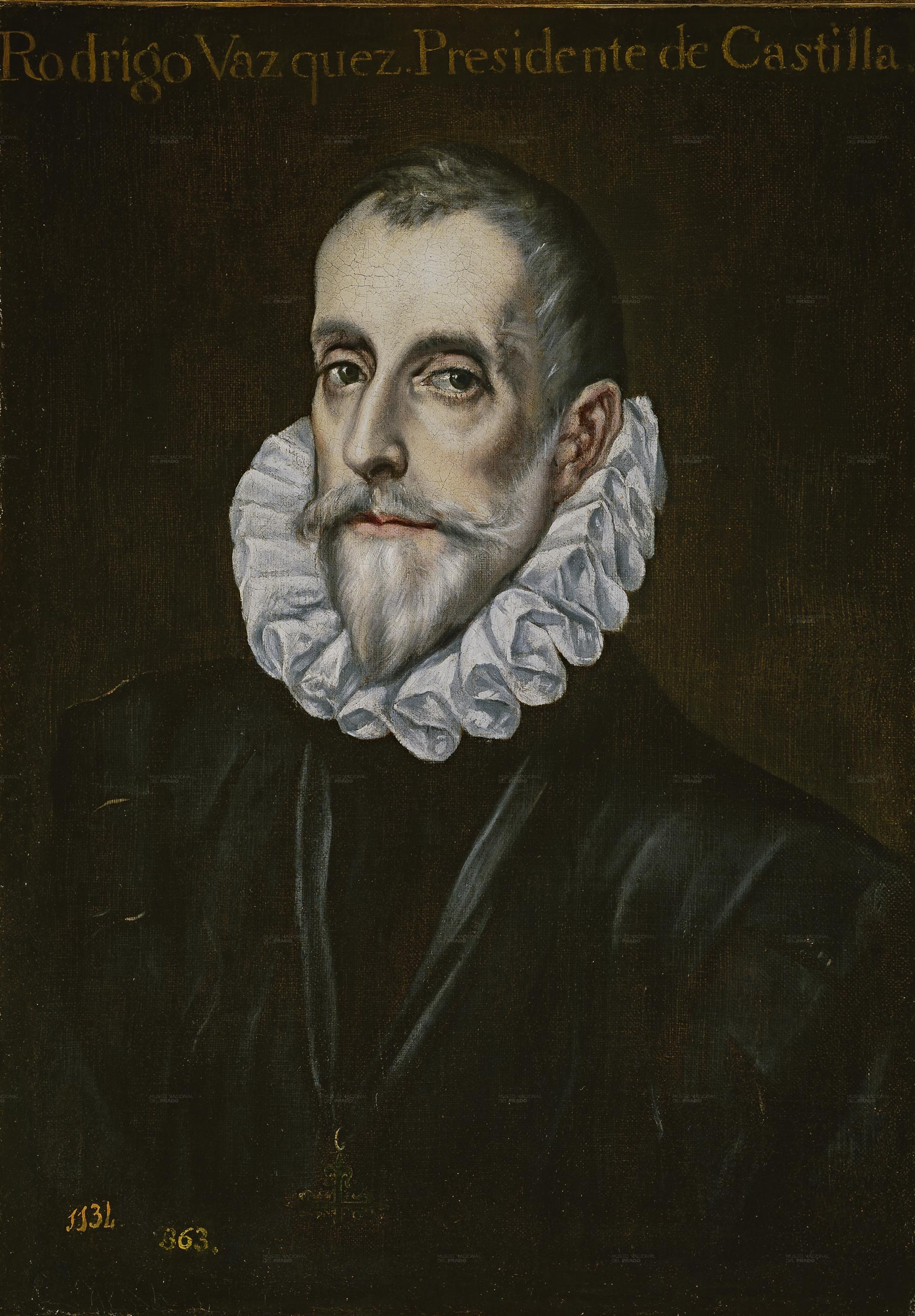
Ritratto di Rodrigo Vázquez de Arce. Copia anonima di opera di El Greco. Ca. 1590. (Museo del Prado, Madrid).

Rodrigo Vázquez de Arce (El Espinar, ... – El Carpio, 1599) è stato un politico spagnolo.

## Biografia
Studiò presso il Colegio Mayor Santa Cruz dell'Università di Valladolid e fu oidor della Real Chancillería di Granada, membro del Consejo Real de Castilla e Consejo de la Inquisición. Nel 1579 fu inviato come ambasciatore in Portogallo per reclamare i diritti di Filippo II al trono portoghese durante la crisi successoria che seguì alla morte del re Sebastiano I.
Al suo ritorno in Spagna venne nominato consigliere della Cámara de Castilla e insignito cavaliere dell'ordine di Alcántara. Nel 1584 fu designato alla presidenza del Consejo de Hacienda e ne 1591 di quello della Castiglia. Dopo la morte di Filippo II, il suo successore Filippo III lo nominò membro del Consiglio di Stato, ma gli intrighi del conte di Miranda, Juan de Zúñiga y Avellaneda, portarono alla sua caduta, facendo sì che il re nominasse quest'ultimo a succedergli alla presidenza del Consiglio di Castiglia.
Ritiratosi a El Carpio, morì alcuni mesi dopo a seguito di una complicazione di emorroidi.